# Agrypnia glacialis
Agrypnia glacialis är en nattsländeart som beskrevs av Hagen 1873. Agrypnia glacialis ingår i släktet Agrypnia och familjen broknattsländor. Inga underarter finns listade i Catalogue of Life.